# レプトスペリン

レプトスペリンの化学構造

レプトスペリン（leptosperin）は、シリング酸メチルの配糖体（methyl syringate β-4-O-gentiobioside）である。2012年にマヌカ蜂蜜から単離された。ほぼ同時期に、同じ分子量を有するマルトース（二糖）にトリメトキシ安息香酸が結合した化合物も報告されたが、この化合物がレプトスペリンと同一であるかは不明である。当初は、レプトシン（leptosin）と命名されたが、海洋糸状菌（Leptosphaeria 属）から単離された成分leptosin A–Fと区別するため、その後の論文でマヌカの学名（Leptospermum scoparium）にちなみ、leptosperinと改名された。

## 分布・存在
レプトスペリンは、マヌカ（Leptospermum scoparium）を蜜源とするマヌカ蜂蜜のみならず、オーストラリアに植生するLeptospermum種を蜜源とする蜂蜜からも検出されている。Leptospermum種を蜜源とする蜂蜜に含まれるレプトスペリンの含量は数10–1000 mg/kgと様々である。Leptospermum種の花蜜そのものからも見出されていることから、Leptospermum種の植物で作られていることは明白であるが、その生合成経路は不明であった。2025年に単糖配糖体Methyl syringate-monoglucoside (Methyl syringate-4-O-β-d-glucopyranoside)を前駆体としてLeptosperinが生合成されることが報告されたが、配糖化酵素などの同定には至っていない。Leptospermum種の蜂蜜からは、他にもレプテリジンやプテリジンが見出されている。マヌカLeptospermum scopariumには2’-メトキシアセトフェノンが特異的に存在することが報告されており、ニュージーランド政府によるマヌカ蜂蜜定義の化合物の1つとして用いられている。

## マヌカ蜂蜜認証への応用
マヌカ蜂蜜を認証する団体の一つであるユニークマヌカファクターハニー協会（UMFHA）において、その認証指標であるUMF値の算出根拠の一つとして2015年から用いており、本物のマヌカ蜂蜜としてUMF認証されるためには、レプトスペリンが100 mg/kg蜂蜜以上含まれている必要がある。なお、レプトスペリン量に加え、メチルグリオキサールやジヒドロキシアセトン、ヒドロキシメチルフルフラールの検出定量の結果も合わせて、UMF™値の数値がつけられている。現在ではレプトスペリン含量もUMF™数値に反映されており、100 mg/kgが最低限みたす必要があることは同様であるが、UMF™10+では150 mg/kg以上、UMF™15+〜25+では200 mg/kg以上含まれている必要がある。輸出用マヌカ蜂蜜については、2018年2月からニュージーランド政府第一次産業省によりマヌカ蜂蜜定義（4化合物とDNA検査）を満たすことが義務づけられているが、不安定であるとの理由からレプトスペリンは採用されなかった。一方、レプトスペリンは安定であるという論文報告もある。2020年に90度の２時間の加熱ではメチルグリオキサールや2’-メトキシアセトフェノンが大きく減少するが、レプトスペリンは変化しないことが報告された。

## 代謝

Metabolism of leptosperin

レプトスペリンは蜂蜜中にその含量が多い。食事により摂取されたレプトスペリンは、一部はそのまま体内に吸収されるものの、その多くは腸内細菌に由来するβグルコシダーゼにより糖が切断されて、メチルシリンゲートが生じると考えられている。メチルシリンゲートとして体内に取り込まれた後、血中において、代謝物（メチルシリンゲートのグルクロン酸抱合体や硫酸抱合体、およびシリング酸）とともに循環するが、24時間程度で多くが尿中に排泄される。抱合反応は薬物代謝酵素によることが推定されており、また、シリング酸への転換は細胞内カルボキシルエステラーゼ1が関与していることが示唆されている。

## 生理活性
マヌカ蜂蜜には抗がんや抗炎症などの活性が報告されているが、メチルグリオキサールによる抗菌作用を除き、その活性物質は未だによくわかっていない。レプトスペリンは、ミエロペルオキシダーゼを阻害する活性をもとに単離同定されたが、レプトスペリンそのものの抗菌活性は極めて弱い。メチルシリンゲートおよびシリング酸については機能性を示す報告はいくつかあることから、含量の多いレプトスペリンが生理活性を示すならば、代謝物（メチルシリンゲートおよびシリング酸など）を介して発揮されている可能性もある。